# Galveston
Galveston (/ˈɡælvᵻstən/ auf Englisch) ist eine Stadt und Sitz der Countyverwaltung (County Seat) des Galveston Countys auf einer Insel an der Küste des Bundesstaats Texas der Vereinigten Staaten. Das U.S. Census Bureau hat bei der Volkszählung 2020 eine Einwohnerzahl von 53.695 ermittelt.

## Geographie
Galveston liegt etwa 80 km südöstlich von Houston am Golf von Mexiko auf einer der Küste vorgelagerten, lang gestreckten schmalen Insel Galveston Island, die auch die südliche Grenze der Galveston Bay bildet. Die Stadt stellt eine principal city der Metropolregion Greater Houston dar.
Die Stadt hat eine Fläche von 539,6 km², von der 119,5 km² Landfläche und 420,1 km² (77,85 %) Wasserfläche sind.

## Klima
In Galveston herrscht Ostseitenklima. Wind aus süd- und südöstlicher Richtung bringen warme Luft aus dem mexikanischen Wüstengebieten und feuchte Luft aus dem Golf von Mexiko. Im Sommer steigen die Temperaturen gewöhnlich über 32 Grad Celsius, während im Winter die Temperaturen meist zwischen 15 und 10 °C liegen. Schneefall ist eher selten. Die durchschnittliche Menge Regen beträgt etwa 1000 mm pro Jahr.

## Geschichte
Die Insel wurde ursprünglich von den indianischen Völkern der Karankawa und Akokisa bewohnt. 1528 strandete hier der Conquistador Álvar Núñez Cabeza de Vaca und begann seinen Fußmarsch zurück nach Mexiko. Um 1687 nahm René-Robert Cavelier, Sieur de La Salle das Gebiet für Frankreich in Besitz und benannte es zu Ehren seines Königs Ludwig XIV. St. Louis. Die Insel selbst betrat er nie. Der spanische Forscher José de Evia kartographierte die Golfküste und benannte 1785 die Insel nach Bernardo de Gálvez y Madrid (* 1746 bei Málaga), dem Gouverneur Spanisch-Louisianas, der 1779 beim Eintritt Spaniens in den Amerikanischen Unabhängigkeitskrieg Spanier, Kreolen, amerikanische Ureinwohner und Afroamerikaner für den Kampf gegen die Briten rekrutiert hatte.
Die erste ständige Siedlung von Europäern auf der Insel errichtete um 1816 der Piratenkapitän Louis Michel Aury als Operationsbasis zur Unterstützung des Mexikanischen Unabhängigkeitskriegs gegen Spanien. Als er 1817 einen erfolglosen Überfall gegen die Spanier machte, nutzte der Pirat Jean Laffite die Gelegenheit, um Galveston zu besetzen, dort das „Piratenkönigreich“ Campeche (engl. auch Campeachy) zu errichten und sich selbst als dessen Regierungschef auszurufen. 1821 stellte die US-Marine den Piraten die Forderung, die Insel zu verlassen oder zerstört zu werden. Lafitte brannte seine Siedlung nieder und verschwand. Der Legende zufolge soll sein Schatz immer noch auf der Insel, der Bolivar-Halbinsel oder auf High Island vergraben sein.
Mexiko nutzte Galveston ab 1825 als Handelshafen und errichtete 1830 eine Zollstation. Im Texanischen Unabhängigkeitskrieg diente die Insel als Hauptstützpunkt der texanischen Flotte. 1836 war Galveston kurze Zeit Hauptstadt der Republik Texas. Im selben Jahr erwarb eine Gruppe von Geschäftsleuten um den gebürtigen Kanadier Michel B. Menard für 50.000 US-Dollar 19 km² Land der Austin-Kolonie, um eine Stadt zu gründen. Am 20. April 1838 verkauften Menard und seine Partner die ersten Flächen weiter. 1839 wurde die Stadt Galveston offiziell durch die Annahme einer Satzung gegründet und vom Kongress der Republik Texas das Stadtrecht verliehen.
In der zweiten Hälfte des 19. Jahrhunderts war Galveston Handels- und Verkehrsdrehscheibe für Texas. Zwischen 1840 und 1870 kamen über eine Viertelmillion Einwanderer hier an, darunter viele Deutsche. Zeitweise erfolgten 70 Prozent der US-Ausfuhr von Baumwolle über Galveston. In den Volkszählungen von 1870 und 1880 war Galveston schließlich größte Stadt in Texas. Die Stadt ist bekannt für ihre zahlreichen Häuser im Stil der Viktorianischen Architektur. Dann begann das Wachstum sich zu verlangsamen. Andere Metropolen wuchsen schneller, bereits 1890 war Galveston von San Antonio und Dallas überholt, 1900 auch von Houston. Der Schifffahrtsweg nach Houston wurde bis 1914 ausgebaggert, was zu weiteren wirtschaftlichen Verlusten beim Seeverkehr führte. Die Stadt hatte ihre herausragende Bedeutung endgültig verloren. Heute ist sie ein touristischer Anziehungspunkt.

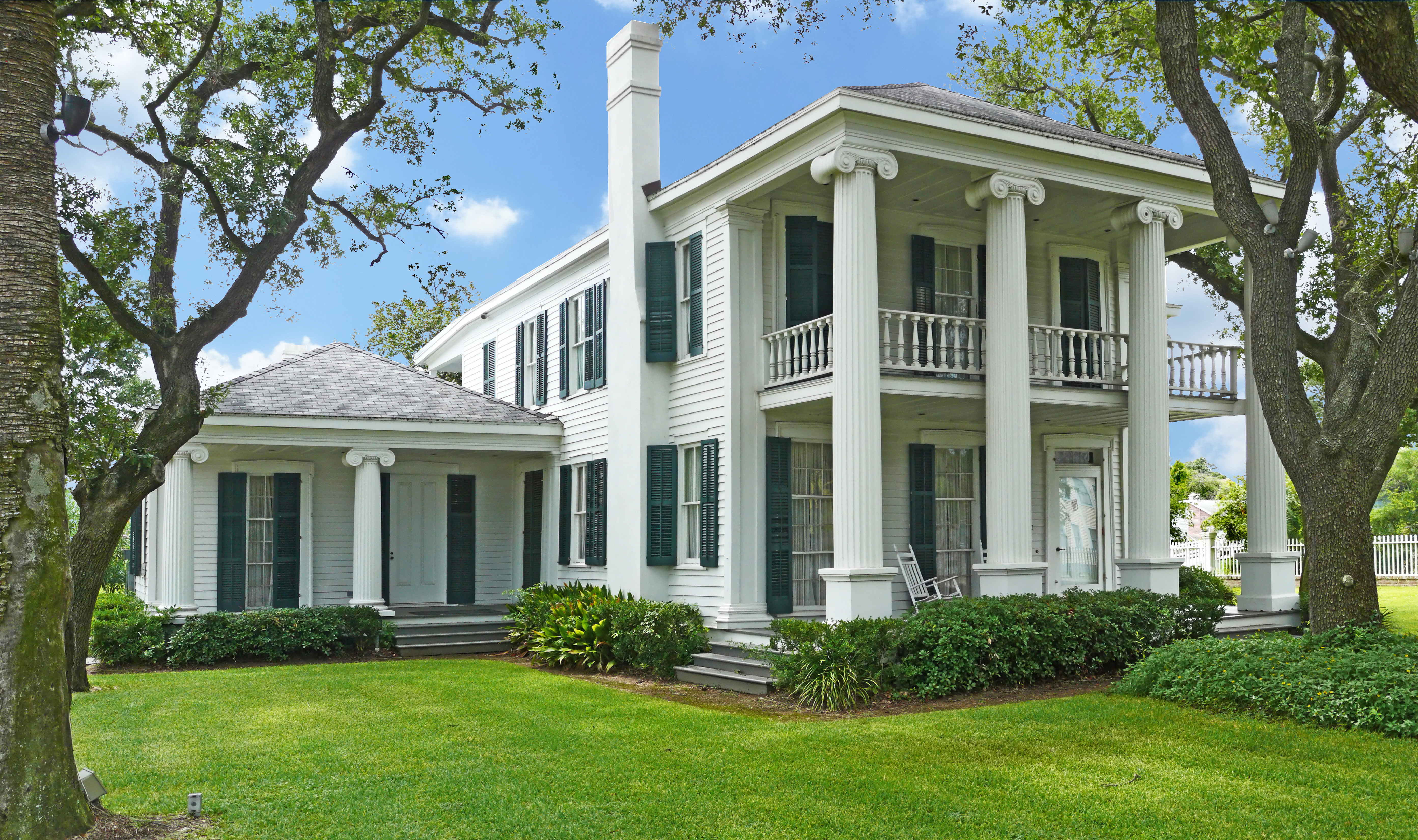
Menard Home
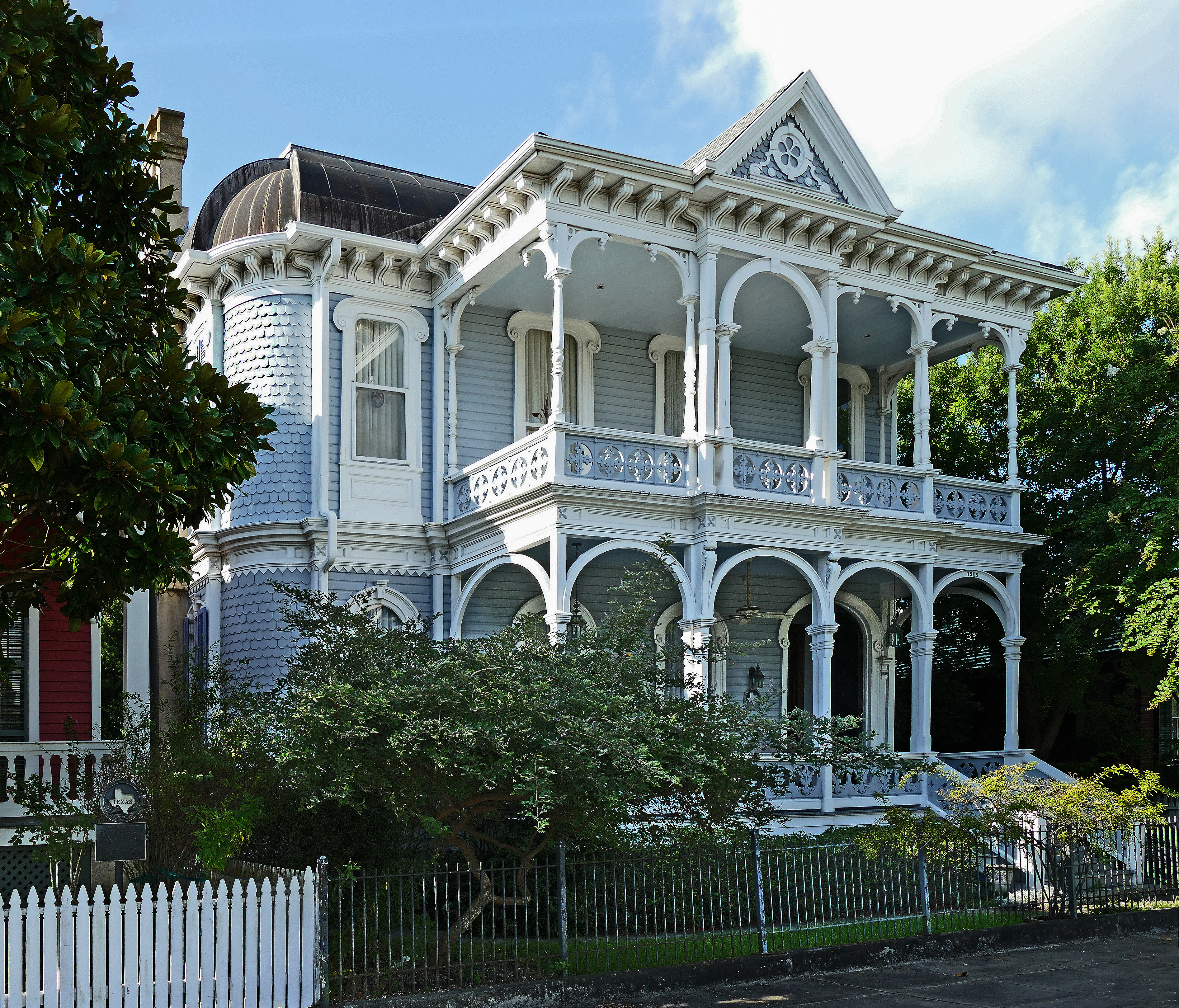
Campbell Home
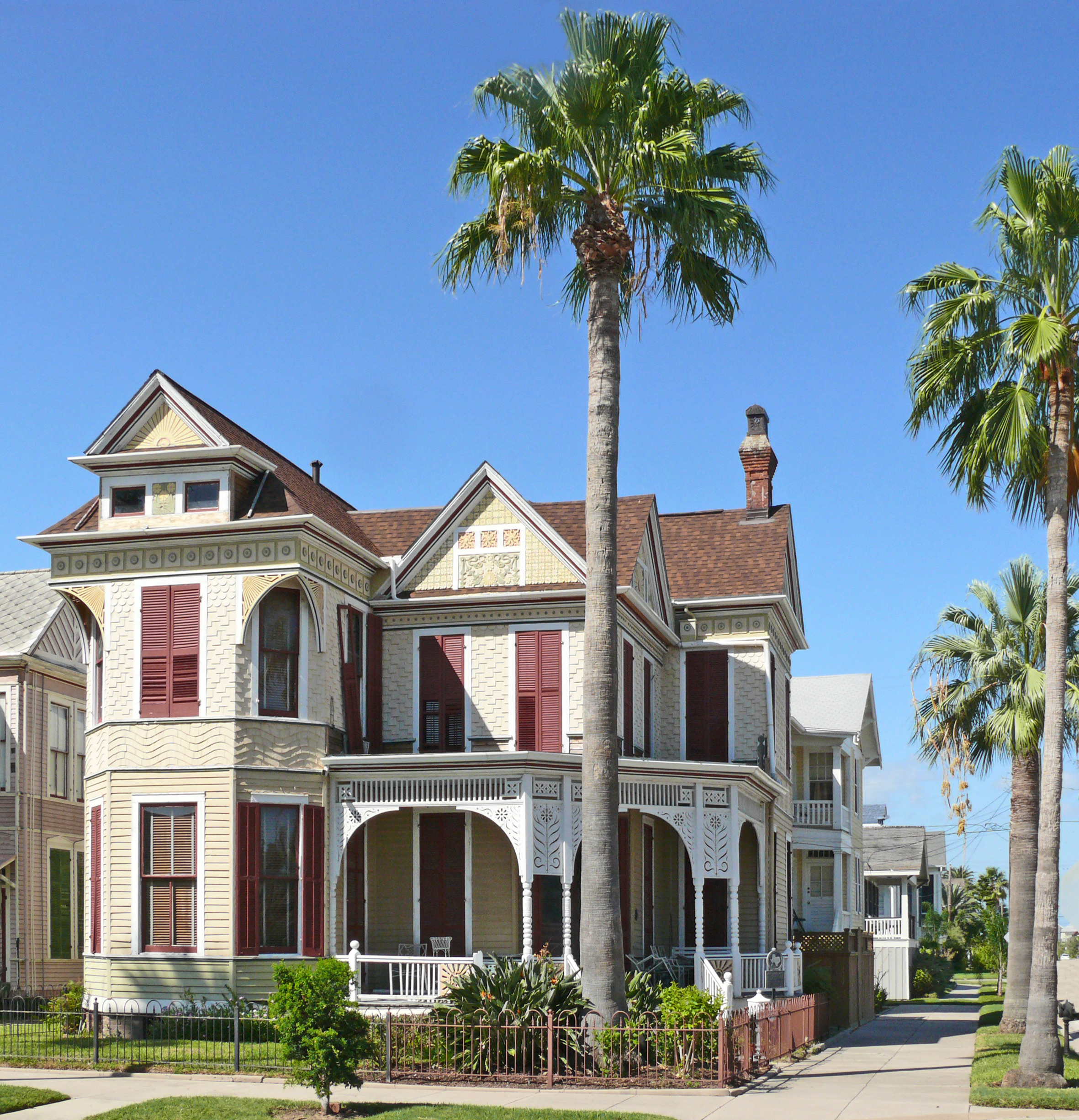
Beissner House
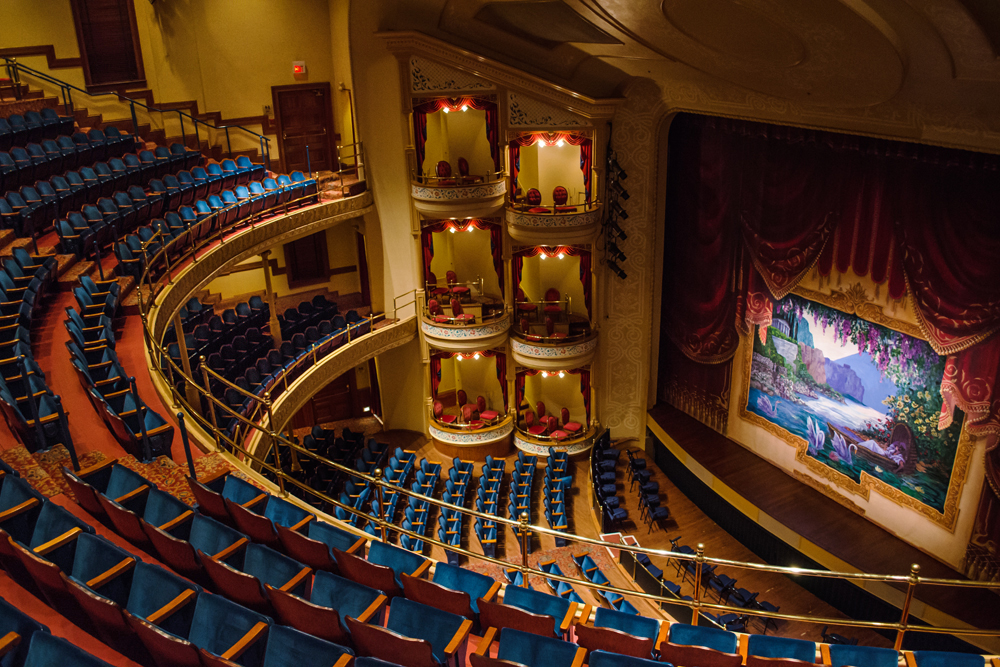
Opera House (von 1894)
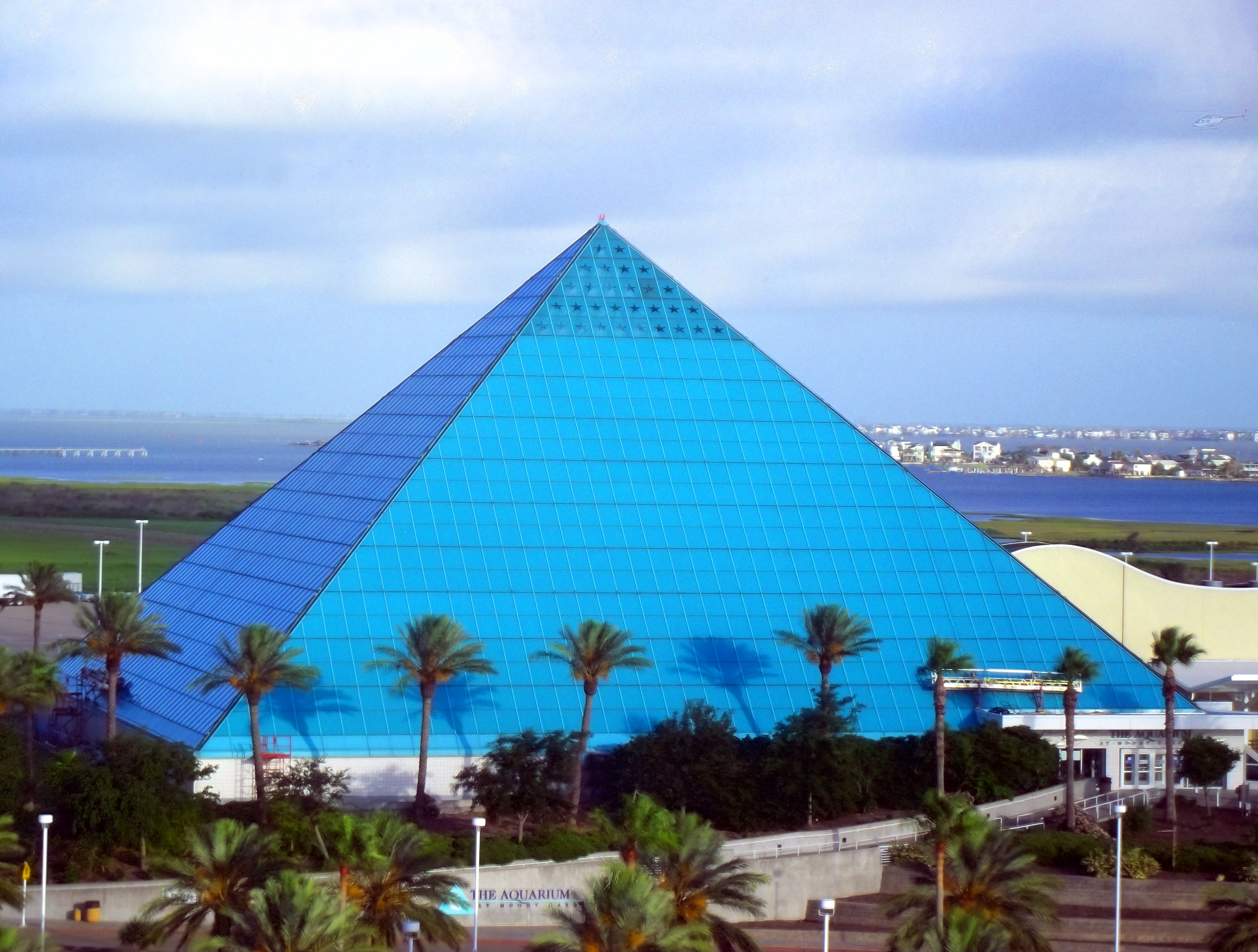
Aquarium in Moody Gardens

## Hurrikane

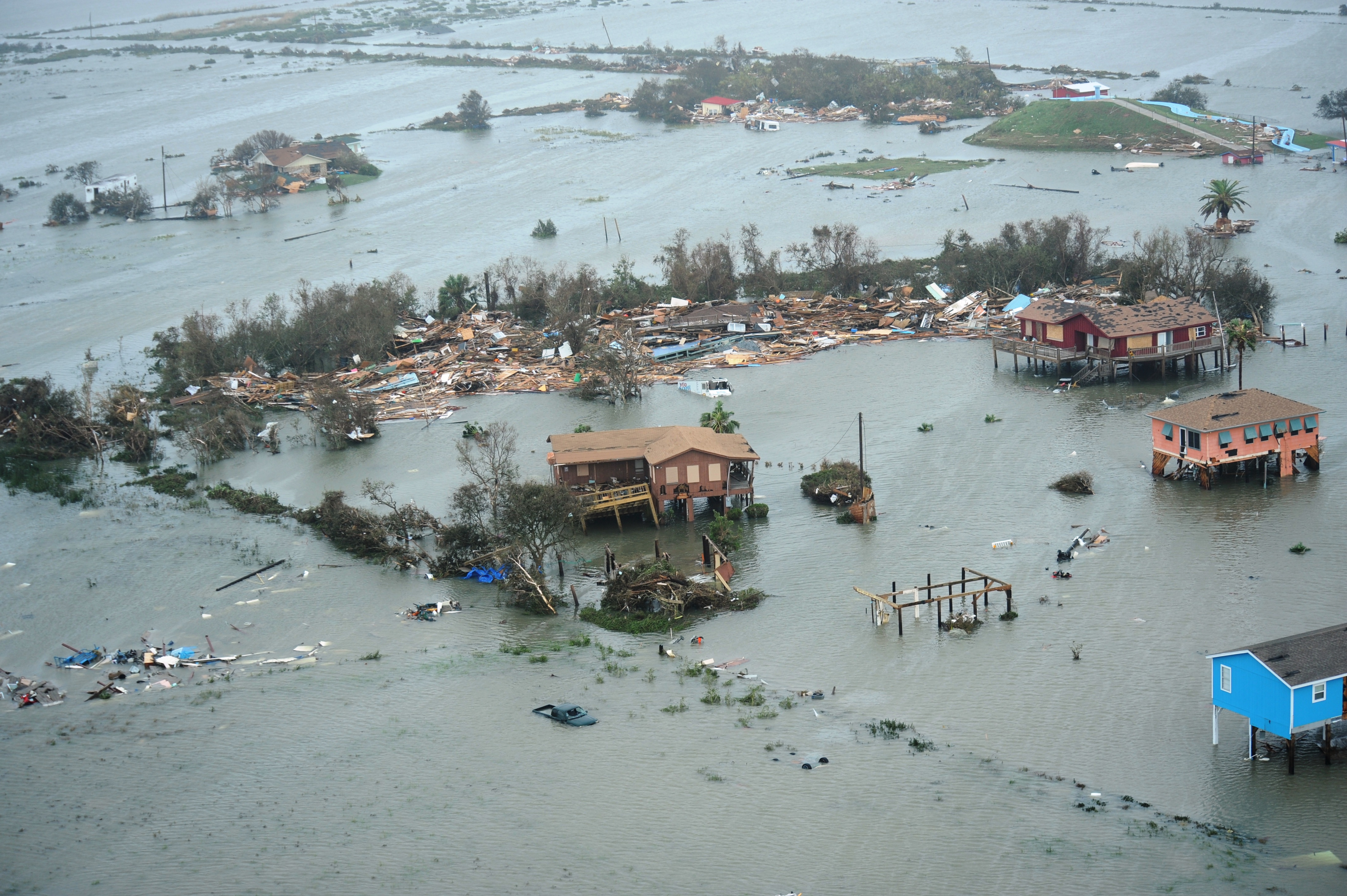
Überschwemmungen in Galveston, verursacht durch Hurrikan Ike

Am 8. September 1900 suchte ein Hurrikan Galveston heim, der die Stadt zum großen Teil zerstörte und geschätzt 8000 Menschenleben forderte, damals ein Fünftel der Bevölkerung. Galveston wurde erhöht wiederaufgebaut und es wurde eine Schutzmauer gegen die See errichtet (Galveston Seawall).
Am 13. September 2008 um 2:10 Uhr Ortszeit erreichte Hurrikan Ike die Stadt. Schon vor der Ankunft des Sturmzentrums war Galveston weitgehend überschwemmt. Fünf Meter hohe Wellen schlugen über die Dämme. Eine der größten Attraktionen wurde zerstört – die 79 Jahre alte Tanz- und Spielhalle Balinese Ballroom, in der früher Stars aufgetreten waren, zum Beispiel Frank Sinatra.

## Religion
Galveston gilt als mother seat (‚Muttersitz‘) der römisch-katholischen Kirche in Texas. Bei der Gründung des Bistums Galveston 1847 war dieses für die Katholiken in ganz Texas zuständig; bei zunehmender Einwohnerentwicklung wurden später andere Diözesen abgespalten. In Anerkennung des Wachstums Houstons wurde die Diözese Galveston 1959 in Diözese Houston-Galveston umbenannt und die Sacred Heart Church in Houston wurde neben der Kathedralbasilika St. Marien in Galveston zur Konkathedrale des Bistums. Im Dezember 2004 wurde das Bistum Galveston-Houston zum Erzbistum erhoben: Erzbistum Galveston-Houston.
Die St Joseph’s Church (die Josephskirche), 1859–60 gebaut, war die erste deutsche katholische Kirche in Texas. Die Kirche wurde 1969 geschlossen und ist heute ein Museum.

## Sehenswürdigkeiten und Kultur

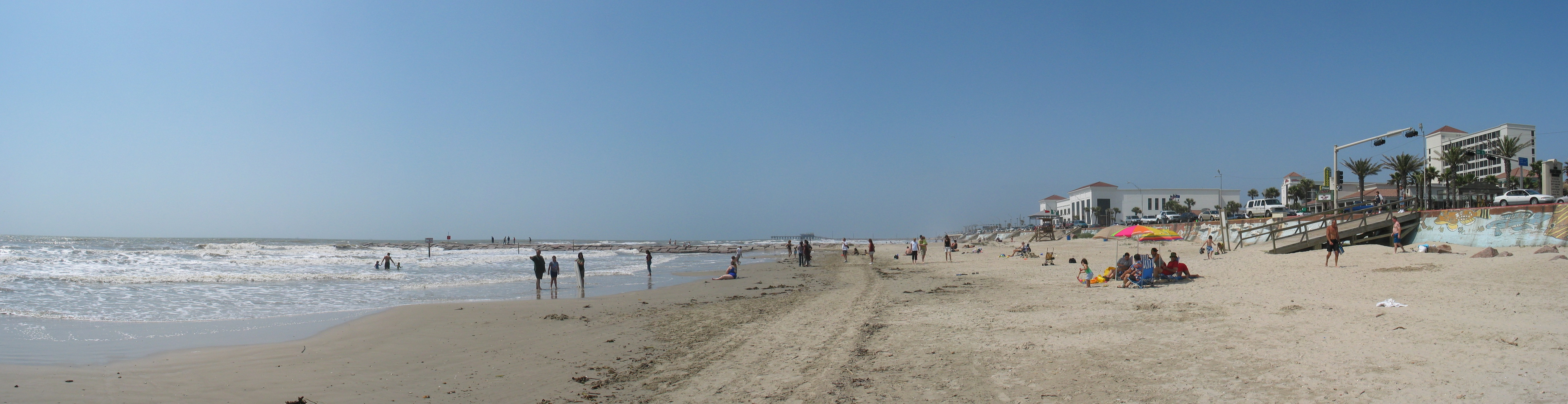
Strand von Galveston, am Golf von Mexiko

Galvestons historische Altstadt und seine Strände sind bedeutende Naherholungsziele für die Einwohner der Region Houston. Viele wohlhabende „Houstonians“ besitzen auch Ferienhäuser oder -wohnungen in Galveston.
Zu diversen Sehenswürdigkeiten Galvestons gehören das Galveston Island Railroad Museum, der Strand National Historic Landmark District, das Ocean Star Offshore Drilling Rig & Museum und mehrere historische Schiffe. Von Bedeutung für den Tourismus sind auch das Tourismus- und Vergnügungszentrum Moody Gardens und der Vergnügungspark Schlitterbahn Water Park (Eröffnung: Mai 2005).
Galveston ist Sitz des Symphonieorchesters (Galveston Symphony Orchestra) und eines Ballettensembles.
Duke Ellington gab hier Konzerte. Galveston wird in einem Song des US-Sängers Glen Campbell besungen und ist Titel eines Romans von Nic Pizzolatto.

## Wirtschaft und Infrastruktur
Nach dem Rückschlag in der wirtschaftlichen Entwicklung Galvestons durch die Hurrikankatastrophe von 1900 entwickelte sich Houston zum wirtschaftlichen Zentrum der Region.
Der Hafen von Galveston wird von Passagier- und Frachtschiffen angefahren.
Galveston ist Sitz einer High School und von drei akademischen Bildungsinstitutionen:
- Galveston College,
- Texas A&M University at Galveston und
- Medical Branch der University of Texas (UTMB), die seit 1891 ein großes Universitätskrankenhaus in Galveston betreibt, das mit über 15.000 Arbeitsplätzen der größte Arbeitgeber in Galveston County ist.

Galveston ist außerdem Sitz der Hauptverwaltungen der Moody National Bank und der American National Insurance.

## Städtepartnerschaften
Galvestons Partnerstädte sind:
- Armawir, Armenien
- Niigata, Japan
- Stavanger, Norwegen
- Trivandrum, Indien
- Veracruz, Mexiko

## Persönlichkeiten
- Kimble Anders (* 1966), American-Football-Spieler
- Richard H. Anderson (* 1955), Manager
- Barbara Bollier (* 1958), Politikerin in Kansas
- Tex Brasket (* 1980), deutsch-US-amerikanischer Musiker und Sänger
- Douglas Corrigan (1907–1995), Flugpionier, bekannt als „Wrong Way Corrigan“
- Larry Coryell (1943–2017), Jazzgitarrist
- Amanda Dyar (* 1982), Schauspielerin, Comiczeichnerin, Autorin und Regisseurin
- Bill Engvall (* 1957), Stand-up-Comedian
- Bernard James Ganter (1928–1993), römisch-katholischer Bischof von Beaumont
- Maria Celeste Genitempo (* 1974), Schauspielerin und Model
- Bill Gregory (* 1949), American-Football-Spieler
- Sara Haden (1898–1981), Schauspielerin
- Katherine Helmond (1929–2019), Schauspielerin
- Granville T. Hogan (1929–2004), Schlagzeuger des Modern Jazz
- Kay Bailey Hutchison (* 1943), Senatorin
- Jack Johnson (1878–1946), Boxer
- Kathryn Keeler (* 1956), Ruderin
- Christopher Kovacevich (1928–2010), Geistlicher, Metropolit von Libertyville und Chicago
- Marion Joseph Levy junior (1918–2002), Soziologe
- Liana Liberato (* 1995), Schauspielerin
- Immanuel McElroy (* 1980), Basketballspieler
- Inika McPherson (* 1986), Leichtathletin
- George Musey (1928–1992), Bischof in der Sukzession des Pierre Martin Ngo Dinh Thuc
- John C. Oakes (1906–1982), Generalleutnant der United States Army
- Valerie Perrine (* 1943), Schauspielerin
- Esther Phillips (1935–1984), Sängerin
- Jonathan Pollard (* 1954), Spion
- Marlon Ramsey (* 1974), Leichtathlet
- Craven C. Rogers Jr. (1934–2016), Generalleutnant der United States Air Force
- John Stockwell (* 1961), Regisseur und Schauspieler
- Ron Taylor (1952–2002), Schauspieler und Sänger
- King Vidor (1894–1982), Regisseur
- Javon Walker (* 1978), American-Football-Spieler der NFL
- Barry White (1944–2003), Soul-Sänger
- Richard Williams (1931–1985), Jazztrompeter